# Bachia geralista
Espèce
Bachia geralista est une espèce de sauriens de la famille des Gymnophthalmidae.

## Répartition
Cette espèce est endémique du Minas Gerais au Brésil.

## Publication originale
- Teixeira, Sousa-Recoder, Camacho, de Sena, Navas & Rodrigues, 2013 : A new species of Bachia Gray, 1845 (Squamata: Gymnophthalmidae) from the Eastern Brazilian Cerrado, and data on its ecology, physiology and behavior. Zootaxa, no 3616 (2), p. 173–189.